# Mannevillette
Mannevillette là một xã thuộc tỉnh Seine-Maritime trong vùng Normandie miền bắc nước Pháp.

## Huy hiệu
| Arms of Mannevillette | The arms of Mannevillette are blazoned: Gules, in fess 3 stalks of wheat palewise, and on a chief azure 3 mullets (of 5) Or. |

## Dân số
| Năm | 1962 | 1968 | 1975 | 1982 | 1990 | 1999 | 2006 |
| --- | ---- | ---- | ---- | ---- | ---- | ---- | ---- |
| Dân số | 307  | 324  | 375  | 385  | 543  | 690  | 824  |
| From the year 1962 on: No double counting—residents of multiple communes (e.g. students and military personnel) are counted only once. |      |      |      |      |      |      |      |